# Thiembronne
Thiembronne település Franciaországban, Pas-de-Calais megyében. Lakosainak száma 824 fő (2022. január 1.). Thiembronne Wismes, Renty, Aix-en-Ergny, Campagne-lès-Boulonnais, Fauquembergues, Merck-Saint-Liévin, Rumilly, Saint-Martin-d’Hardinghem és Vaudringhem községekkel határos.

## Népesség
A település népessége az elmúlt években az alábbi módon változott:
| Lakosok száma | 838  | 864  | 856  | 834  | 819  | 831  | 835  | 832  | 824  |
|               | 2013 | 2015 | 2016 | 2017 | 2018 | 2019 | 2020 | 2021 | 2022 |